# Diogmites maculatus
Diogmites maculatus är en tvåvingeart som beskrevs av Charles Howard Curran 1934. Diogmites maculatus ingår i släktet Diogmites och familjen rovflugor.
Artens utbredningsområde är Ecuador. Inga underarter finns listade i Catalogue of Life.